# PFM (医療)
PFM（Patient Flow Management）とは、予定入院患者の情報を入院前に把握し、問題解決に早期に着手すると同時に、病床の管理を合理的に行うことなどを目的とする病院内の組織。入退院センター、患者支援センターとも呼ばれている。

## 概要
1999年に入院未収金および社会的入院患者対策を検討していた、東海大学医学部付属病院（以下、東海大学）の企画部長（当時）の田中豊らが、患者の社会的・身体的・精神的リスクは入院前に把握できることに気づき、これらの問題に対して入院前から対策を講じる組織を設ける判断をし、この組織をPFMと名付けた。その後、PFMの運営ノウハウ等を蓄積し、2006年新病院開院を機会に、PFMを全面的に機能させた。
2006年に東海大学が設定したPFMの機能は、①外来初診患者の受診科振り分け、②PFM看護師のサポートによる医療連携の充実、③予定入院患者入院申込み時のPFM看護師による患者情報収集（看護記録１号用紙の作成など）と各種リスクのアセスメント、必要に応じた医療ソーシャルワーカー（MSW）などの介入、④病床管理（ベッドコントロール）である。また、2006年当時の東海大学PFMの職種構成は、看護師、MSW、事務職員（入退院事務、医療連携事務）であった。
東海大学が新病院開院後に、PFMを原動力の一つとして著しい経営改善を果たしたことから注目を集め、東京慈恵会医科大学葛飾医療センターをはじめPFMを設置する病院が徐々に増加した。
その後、2012年診療報酬改定における「退院調整加算」の新設、2014年診療報酬改定における在宅復帰率の重視、2025年モデルにかかわる地域医療構想の明確化などに伴い、PFMへの関心は更に高まっている。

## 課題
PFMへの関心が高まるにつれ、スペースの確保、情報システムの整備、人材確保、人材育成、院内業務の再構築など、PFM導入に伴う課題も明らかになってきた。
PFMの中核的業務は入院前の患者情報の収集で、多くの経験豊富な看護師を必要とするため人件費の増加を来す。しかし、患者情報収集機能のみでPFMの人件費を賄うのは困難であり、ベッドコントロールによる病床稼働率の向上と、在院日数短縮を行ってこそ収益への貢献が期待できることが認識されるようになった。
また、入院待ち患者が少ない病院では在院日数を短縮すると病棟稼働率が低下し、かえって収益が悪化することも問題であり、病床数の削減、救急医療・外来・手術室の強化による集患力の向上も必須となり、PFM導入は経営改善の一環として行うべきであると考える病院が増加している。